# Markus Altenstrasser
Markus Altenstrasser es un piloto  de automovilismo austríaco que ha destacado como piloto de camiones. Ha participado durante numerosas temporadas en el Campeonato de Europa de Carreras de Camiones, donde corrió por última vez en 2017.

## Trayectoria

### Truck Race Team Allgäuer
Corrió en la Temporada 2006 del Campeonato de Europa de Carreras de Camiones, la primera de esa competición tal y como la conocemos actualmente (antes se denominaba Copa y estaba dividida en tres, posteriormente dos, categorías), finalizando en novena posición con 87 puntos. Lo hizo para el equipo Truck Race Team Allgäuer, teniendo como compañeros a Jospeh Adua y Hans-Joachim Stuck, de camión MAN.

### Frankie Truck Racing Team
Al término de esa temporada, fichó por el Frankie Truck Racing Team. En la temporada 2007 no tuvo tan buenos resultados en la general, ya que finalizó 12º con 27 puntos. No obstante, esto estuvo provocado porque sólo corrió las cuatro de las nueve rondas del campeonato. Sin embargo, en 2008 volvió a correr la temporada a tiempo completo, y mejoró considerablemente, acabando en sexta posición.
En 2009 finalizó en séptima posición con tres podios (dos terceros un segundo). En 2010 el equipo en el que corría no compitió, de modo que él tampoco.

### Team Schwabentruck
No volvió a correr hasta 2013, cuando lo hizo para el equipo alemán Team Schwabentruck, que utilizaba un camión Iveco. Disputó dos rondas del campeonato, en su gran premio de casa, en el Red Bull Ring, y en Nürburgring, acabando decimonoveno en la general con tres puntos. Corrió de nuevo en 2014, año en el que corrió tan sólo el GP en el Red Bull Ring, en su país natal, Austria. Anotó tres puntos que le hicieron ser decimonoveno en la general por segundo año consecutivo. En 2015 volvió a correr el GP de Austria, puntuando en todas las carreras al ser décimo en cada una de ellas. En 2016, de nuevo corre en Red Bull Ring y, además, en el TGP de Nürburgring. Consiguió dos pódium (dos terceros puestos) en las dos primeras carreras de Austria. Su última participación hasta la fecha en el ETRC es en el GP de Austria de 2017, en el que puntuó en dos de las cuatro carreras.

## Resultados

### Resultados en el Campeonato de Europa de Carreras de Camiones
| Año  | Camión  | N.º | Equipo                    | 1     | 1       | 1       | 1       | 2      | 2       | 2      | 2      | 3      | 3      | 3     | 3     | 4       | 4      | 4       | 4      | 5      | 5       | 5       | 5       | 6      | 6       | 6       | 6      | 7       | 7       | 7       | 7       | 8       | 8       | 8     | 8     | 9      | 9       | 9      | 9      | 10    | 10    | 10    | 10    | Posición | Puntos |
| ---- | ------- | --- | ------------------------- | ----- | ------- | ------- | ------- | ------ | ------- | ------ | ------ | ------ | ------ | ----- | ----- | ------- | ------ | ------- | ------ | ------ | ------- | ------- | ------- | ------ | ------- | ------- | ------ | ------- | ------- | ------- | ------- | ------- | ------- | ----- | ----- | ------ | ------- | ------ | ------ | ----- | ----- | ----- | ----- | -------- | ------ |
| 2006 | MAN     | 23  | Truck Race Team Allgäuer  | BAR 7 | BAR Ret | BAR Ret | BAR 13  | MIS 11 | MIS 9   | MIS 10 | MIS 6  | ALB 11 | ALB 14 | ALB 9 | ALB 9 | NOG 6   | NOG 3  | NOG 10  | NOG 7  | NUR 6  | NUR 5   | NUR 4   | NUR 3   | MOS 10 | MOS 9   | MOS Ret | MOS 11 | ZOL 6   | ZOL 5   | ZOL 8   | ZOL 7   | JAR DNS | JAR DNS | JAR 7 | JAR 3 | LMS 8  | LMS Ret | LMS 8  | LMS 8  |       |       |       |       | 9º       | 87     |
| 2007 | Renault | 22  | Frankie Truck Racing Team | BAR   | BAR     | BAR     | BAR     | ZOL    | ZOL     | ZOL    | ZOL    | ALB    | ALB    | ALB   | ALB   | NOG     | NOG    | NOG     | NOG    | NUR 12 | NUR Ret | NUR 12  | NUR 9   | MOS 8  | MOS 9   | MOS 6   | MOS 4  | LMS 12  | LMS 8   | LMS 8   | LMS 5   | MIS 6   | MIS 8   | MIS 8 | MIS 9 | JAR    | JAR     | JAR    | JAR    |       |       |       |       | 12º      | 24     |
| 2008 | Renault | 11  | Frankie Truck Racing Team | BAR 8 | BAR Ret | BAR 8   | BAR 8   | MIS 6  | MIS 6   | MIS 11 | MIS 8  | ALB 6  | ALB 6  | ALB 5 | ALB 7 | NOG 6   | NOG 7  | NOG Ret | NOG 7  | NUR 9  | NUR 7   | NUR 6   | NUR 7   | MOS 5  | MOS 6   | MOS 3   | MOS 3  | ZOL 4   | ZOL 4   | ZOL 6   | ZOL Ret | LMS 8   | LMS 9   | LMS 5 | LMS 8 | JAR 7  | JAR 7   | JAR 15 | JAR 12 |       |       |       |       | 6º       | 148    |
| 2009 | Renault | 6   | Frankie Truck Racing Team | ASS 3 | ASS 8   | ASS Ret | ASS 9   | MIS 4  | MIS Ret | MIS 3  | MIS 7  | ALB 7  | ALB 4  | ALB 7 | ALB 5 | NOG 6   | NOG 8  | NOG 9   | NOG 5  | BAR 21 | BAR 14  | BAR 8   | BAR Ret | NUR 6  | NUR Ret | NUR 8   | NUR 7  | MOS DNS | MOS DNS | MOS DNS | MOS DNS | ZOL 8   | ZOL 2   | ZOL 7 | ZOL 8 | LMS 11 | LMS 10  | LMS 13 | LMS 11 | JAR 4 | JAR 8 | JAR 8 | JAR 5 | 7º       | 139    |
| 2013 | Iveco   | 28  | Team Schwabentruck        | MIS   | MIS     | MIS     | MIS     | NAV    | NAV     | NAV    | NAV    | NOG    | NOG    | NOG   | NOG   | RBR Ret | RBR 11 | RBR 14  | RBR 8  | NUR 14 | NUR Ret | NUR DNS | NUR DNS | SMO    | SMO     | SMO     | SMO    | MOS     | MOS     | MOS     | MOS     | ZOL     | ZOL     | ZOL   | ZOL   | JAR    | JAR     | JAR    | JAR    | LMS   | LMS   | LMS   | LMS   | 19º      | 3      |
| 2014 | Iveco   | 28  | Team Schwabentruck        | MIS   | MIS     | MIS     | MIS     | NAV    | NAV     | NAV    | NAV    | NOG    | NOG    | NOG   | NOG   | RBR 8   | RBR 11 | RBR Ret | RBR 15 | NUR 12 | NUR DNS | NUR 16  | NUR 13  | MOS    | MOS     | MOS     | MOS    | ZOL     | ZOL     | ZOL     | ZOL     | JAR     | JAR     | JAR   | JAR   | LMS    | LMS     | LMS    | LMS    |       |       |       |       | 19º      | 3      |
| 2015 | Iveco   | 28  | Team Schwabentruck        | VAL   | VAL     | VAL     | VAL     | RBR 10 | RBR 10  | RBR 10 | RBR 10 | MIS    | MIS    | MIS   | MIS   | NOG     | NOG    | NOG     | NOG    | NUR    | NUR     | NUR     | NUR     | MOS    | MOS     | MOS     | MOS    | HUN     | HUN     | HUN     | HUN     | ZOL     | ZOL     | ZOL   | ZOL   | JAR    | JAR     | JAR    | JAR    | LMS   | LMS   | LMS   | LMS   | 19º      | 4      |
| 2016 | Iveco   | 28  | Team Schwabentruck        | RBR 3 | RBR 3   | RBR 10  | RBR 11  | MIS    | MIS     | MIS    | MIS    | NOG    | NOG    | NOG   | NOG   | NUR 9   | NUR 7  | NUR 11  | NUR 12 | HUN    | HUN     | HUN     | HUN     | MOS    | MOS     | MOS     | MOS    | ZOL     | ZOL     | ZOL     | ZOL     | LMS     | LMS     | LMS   | LMS   | JAR    | JAR     | JAR    | JAR    |       |       |       |       | 12º      | 27     |
| 2017 | Iveco   | 28  | Team Schwabentruck        | RBR 8 | RBR 9   | RBR Ret | RBR DNS | MIS    | MIS     | MIS    | MIS    | NUR    | NUR    | NUR   | NUR   | SVK     | SVK    | SVK     | SVK    | HUN    | HUN     | HUN     | HUN     | MOS    | MOS     | MOS     | MOS    | ZOL     | ZOL     | ZOL     | ZOL     | LMS     | LMS     | LMS   | LMS   | JAR    | JAR     | JAR    | JAR    |       |       |       |       | 17º      | 5      |